# 콤 문자

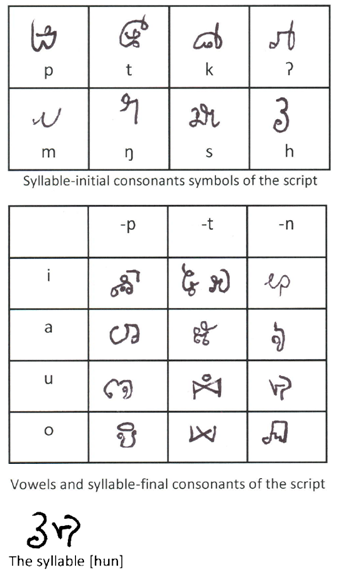

콤 문자(Khom script, 태국어: อักษรขอม 악손 콤[*])은 라오스 지역에서 쓰이던 인공 문자의 일종으로, 잘 알려져 있지 않았으나 최근 시드웰(2008)과 자크(2001)는 '콤 문자(Khom script)'라는 이름 하에 이에 관해 기술하였다. 콤 문자는 독특한 표기 형태를 취하는데, 우선 음절 처음에 오는 자음을 표기하는 일련의 문자가 존재하며, 또 그 다음의 모음과 음절 끝의 자음이 합쳐진 일련의 문자가 존재한다. 즉 (C)-V(C) 형태로 표기를 하게 된다. 이는 음절 문자와 유사한 체계이나, 엄밀히 말해 음절 처음에 오는 자음과 바로 뒤에 오는 모음이 합쳐진 일련의 문자를 이용하는 음절 문자 체계(이 경우 (C)V-(C) 형태가 된다)와는 다른 것이다. 이를테면,
이것은 책이다.
와 같은 문장을 쓸 때, 콤 문자 식의 표기를 할 경우,
(ㅣ) (ㄱ) (ㅓㅅ) (ㅡㄴ) (ㅊ) (ㅐㄱ) (ㅣ) (ㄷ) (ㅏ).
와 같이 된다. 이러한 형태의 표기법을 취하는 문자로 알려진 것은 콤 문자가 유일하다.
콤 문자를 발명한 사람은 프랑스의 식민 지배에 반해 반란을 주도한 옹 꼼만담이다. 그는 1924년 무렵에 이 문자를 사용하기 시작하였으나, 1936년 그가 죽을 때까지 지속적으로 사용되지는 않았다. 옹 꼼만담은 자신이 '콤의 신', '콤의 왕' 등의 신성한 칭호를 가진다고 주장하였다.(Sidwell 2008:17) 옹 꼼만담은 이 문자를 이러한 자신의 신성성에 대한 주장에 연결하여, 이 문자로 쓴 메시지는 그 의미에 더해 신비로운 힘을 갖게 된다고 하였다.
콤 문자는 비밀스럽게 내부 공동체에서만 쓰이고 있었는데, 그 존재가 외부인에게 드러난 것은 독립된 상황에서 죽어가는 늙은 사용자 두 명 덕분이다. 이 문자의 형태 중 일부는 주변 지역에 쓰이는 문자들과 닮은 점이 있으나, 대부분의 문자는 완전히 새로 발명된 것이다.

## 다른 뜻
타이의 불교 사원에서 쓰이는 고대 크메르 제식 문자에 대해서도 콤 문자라는 이름이 사용된다.

## 참고 문헌
- Jacq, Pascale. 2001. A Description of Jruq (Loven): a Mon-Khmer language of the Lao PDR. Unpublished MA thesis, Australian National University. (images of script symbols on pp. 523–525)
- Sidwell, Paul. 2008. The Khom script of the Kommodam Rebellion. International Journal of the Sociology of Language 192.